# Rosanna Schiaffino
Rosanna Schiaffino (ur. 25 listopada 1939 w Genui, zm. 17 października 2009 w Mediolanie) – włoska aktorka filmowa, laureatka nagrody Davida di Donatello za rolę w filmie Mandragora (1965).

## Życiorys
Urodziła się w zamożnej rodzinie. Ojciec chciał, aby studiowała geodezję, z kolei matka popierała jej ambicje związane z karierą w show-biznesie.
Brała udział w licznych konkursach piękności. Później została modelką, m.in. pojawiając się na okładce magazynu „Life”.
W 1976 wycofała się z branży filmowej. W 1991 zdiagnozowano u niej raka piersi.

## Wybrana filmografia
- 1958: Wyzwanie
- 1959: Noc brawury
- 1960: Ferdynand I - król Neapolu
- 1961: Stowarzyszenie honoru
- 1962: Dwa tygodnie w innym mieście
- 1963: Długie łodzie wikingów
- 1965: Mandragora